# 白馬の剣士
『白馬の剣士』（はくばのけんし）は、1964年1月13日から同年10月26日まで2期にわたってTBS系列局で放送されていた時代劇である。TBSと東伸テレビ映画の共同製作。第1期は全29話。

## あらすじ
時は大坂夏の陣の後、豊臣家の元家臣であった仙石疾風之介と筑波蔵人の2人は、それぞれの愛馬「いなずま」と「いかずち」を駆り、主君・豊臣秀頼の遺児である秀丸を守りながら仇敵・徳川家康に立ち向かう。

## 放送時間
いずれも日本標準時。
1964年7月までの第1期は60分番組で、ブラザー工業と花王石鹸（現・花王）の二社提供で放送されていたが、同年8月をもってブラザー工業の一社提供に変更。同時に同時間帯に設けられた『ブラザー劇場』枠の放送作品第1弾となったが、放送枠は30分にまで減少した。なお、空いた時間帯には花王石鹸提供のアニメ『ビッグX』が放送されていた。
- 第1期：月曜 19:00 - 20:00 （1964年1月13日 - 1964年7月27日）
- 第2期：月曜 19:30 - 20:00 （1964年8月3日 - 1964年10月26日）

## 出演者
- 仙石疾風之介：林真一郎
- 筑波蔵人：山城新伍
- 潮健児
- 鶴田佳子
- 島景子
- 柳川清
- 谷口勉
- 植村謙二郎
- 徳大寺伸
- 小林重四郎
- 曽根晴美
- 藤間良輔
- 北条きく子
- 高田浩吉
- ほか

## スタッフ
- 原案：水元淳平
- 脚本：鈴木生朗、岸生朗
- 監督：深田金之助、小川貴智雄
- 制作：TBS、東伸テレビ映画

## 主題歌
「花の地平線」
作詞：八反ふじを / 作曲：間野幾生 / 歌：大川ひろみ

## 放送局
特筆なきは、月曜 19:00 - 20:00 → 月曜 19:00 - 19:30に同時ネット。
- TBS
- 東北放送[1]
- 福島テレビ[1]
- 新潟放送[2]
- 北陸放送[3]

放送開始当日の『毎日新聞』に掲載された本作の広告では20局ネットと明記されている。

## 参考資料
- テレビドラマデータベース[どれ?]